# 이치하시 나가카쓰
이치하시 나가카쓰(일본어: 市橋長勝, 1557년 ~ 1620년 4월 19일)는 센고쿠 시대부터 에도 시대 전기까지의 무장, 다이묘이다. 미노 이마오 번주, 호키 야바세 번주, 에치고 산조번 초대 번주를 지냈다. 니쇼지 번 이치하시가 시조.
미노 국의 호족 이치하시 나가토시의 장남으로 태어났다. 어머니는 마에다씨로 알려져있다.
|  | 이마오 번 번주 (이치하시가) 1589년 ~ 1610년 | 후임 다케노코시 마사노부 |

|  | 야바세 번 번주 (이치하시가) 1610년 ~ 1616년 | 후임 폐번 |

| 전임 마쓰다이라 시게카쓰 | 제1대 산조번 번주 (이치하시가) 1616년 ~ 1620년 | 후임 이치하시 나가마사 |